# Moraine Park
Le Moraine Park est un plateau des montagnes Rocheuses situé dans le comté de Larimer, au Colorado, dans le centre des États-Unis. Protégé au sein du parc national de Rocky Mountain, il est parcouru par la Big Thompson. Outre le Moraine Park Discovery Center, qui est un petit musée d'histoire naturelle du National Park Service, il abrite quelques constructions privées, parmi lesquelles la Vincent-Hatchette Cabin, laquelle est également inscrite au Registre national des lieux historiques.